# Prague Open 2016
Die Prague Open 2016 im Badminton fanden vom 28. September bis zum 1. Oktober 2016 in Prag statt.

## Sieger und Platzierte
| Disziplin    | Gold                             | Silber                              | Bronze                                |
| ------------ | -------------------------------- | ----------------------------------- | ------------------------------------- |
| Herreneinzel | Pablo Abián                      | Fabian Roth                         | Indra Bagus Ade Chandra               |
| Herreneinzel | Pablo Abián                      | Fabian Roth                         | Thomas Rouxel                         |
| Dameneinzel  | Natalia Koch Rohde               | Mette Poulsen                       | Rituparna Das                         |
| Dameneinzel  | Natalia Koch Rohde               | Mette Poulsen                       | Lianne Tan                            |
| Herrendoppel | Lu Ching-yao Yang Po-han         | Mathias Bay-Smidt Frederik Søgaard  | Miłosz Bochat Adam Cwalina            |
| Herrendoppel | Lu Ching-yao Yang Po-han         | Mathias Bay-Smidt Frederik Søgaard  | Richard Eidestedt Nico Ruponen        |
| Damendoppel  | Lauren Smith Sarah Walker        | Mariya Mitsova Petya Nedelcheva     | Lorraine Baumann Audrey Mittelheisser |
| Damendoppel  | Lauren Smith Sarah Walker        | Mariya Mitsova Petya Nedelcheva     | Clara Nistad Emma Wengberg            |
| Mixed        | Mathias Bay-Smidt Alexandra Bøje | Vasily Kuznetsov Ekaterina Bolotova | Alexander Bond Ditte Søby Hansen      |
| Mixed        | Mathias Bay-Smidt Alexandra Bøje | Vasily Kuznetsov Ekaterina Bolotova | Ronan Labar Audrey Mittelheisser      |